# Compagnie nationale de transport des produits stratégiques
La Compagnie nationale de transport des produits stratégiques (CNTPS) est une société nigérienne qui opère dans le domaine du transport de marchandises.

## Historique
À la suite des difficultés financières et techniques rencontrées par la Société nationale des transports nigériens (SNTN), cette société a été créée en mars 2009 pour la remplacer dans l’acheminement des produits stratégiques tels que l’uranate (ou yellow cake), le nitrate et les explosifs 
.

## Activité
La CNTPS assure le transport de produits stratégiques, principalement les matériaux nucléaires pour le compte des filiales d’AREVA : la COMINAK et la SOMAÏR. Une loi nigérienne impose les entreprises à contracter les services CNTPS pour le transport de leurs marchandises.

## Organisation
Le capital de la CNTPS, 1,5 milliard de Francs CFA, est détenu par
 :
- la Société du patrimoine des mines du Niger (SOPAMIN) pour 55 % ;
- la Société nigérienne des produits pétroliers (SONIDEP) pour 30 % ;
- la Société nigérienne du charbon d'Anou Araren (SONICHAR) pour 15 %.

Son siège social est installé à Tahoua. Elle est placée sous la tutelle du Ministère des mines et de l'énergie. Son capital est de 1,5 milliard de FCFA.